# Streblorrhiza speciosa
Streblorrhiza speciosa é uma espécie extinta de vegetal da família Fabaceae.
Apenas podia ser encontrada na Ilha Norfolk.